# Warren Magnuson

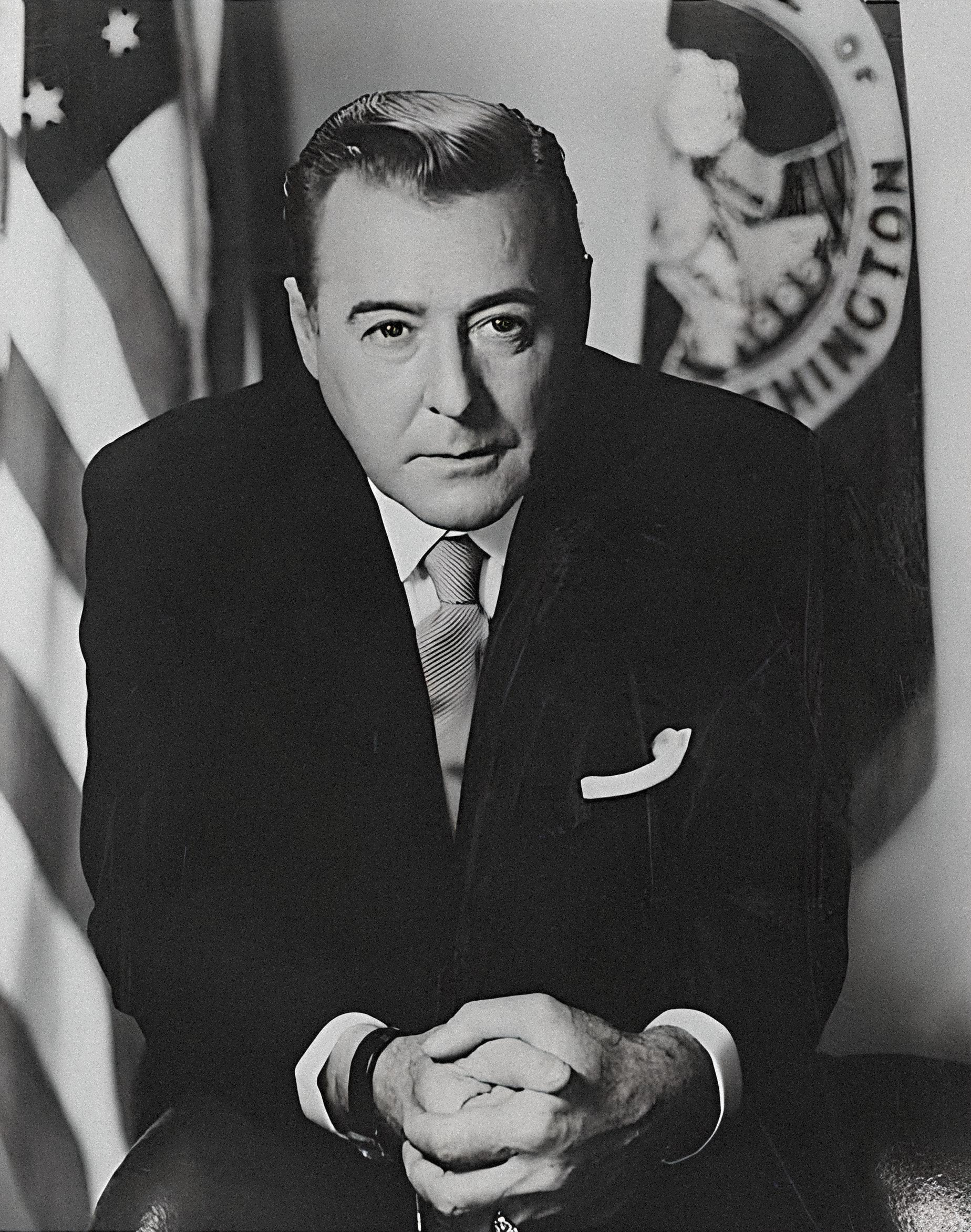
Warren Magnuson

Warren Grant "Maggie" Magnuson, född 12 april 1905 i Moorhead, Minnesota, död 20 maj 1989 i Seattle, Washington, var en amerikansk demokratisk politiker. Han representerade delstaten Washington i båda kamrarna av USA:s kongress, först i representanthuset 1937-1944 och sedan i senaten 1944-1981. Han var av norsk och svensk härkomst.
Magnuson utexaminerades 1926 från University of Washington. Han deltog i Al Smiths kampanj i presidentvalet i USA 1928. Han gifte sig 1928 med Miss Seattle 1927 Peggins Madieux. Äktenskapet slutade 1935 i skilsmässa. Sprit, poker och dyra hotellrum ingick i Magnusons livsstil länge; vissa kallade honom playboy. Han gifte om sig 1964 med Jermaine Peralta. Det äktenskapet varade livet ut.
Kongressledamoten Marion Zioncheck begick 1936 självmord i Seattle. Magnuson efterträdde Zioncheck i USA:s kongress och representerade Washingtons första distrikt i representanthuset 1937-1944. Magnuson efterträddes som kongressledamot av Hugh DeLacy.
USA:s president Franklin D. Roosevelt utnämnde 1944 Homer Bone till en federal domstol. Magnuson var intresserad av att efterträda Bone i senaten och han besegrade republikanen Harry P. Cain i senatsvalet 1944. Bone avgick som senator några veckor i förtid och Magnuson blev utnämnd till senaten 14 december 1944. Han omvaldes 1950, 1956, 1962, 1968 och 1974.
Magnuson var tillförordnad talman i senaten, president pro tempore of the United States Senate, 1978-1981 med undantag av 5 december 1980. Den dagen ville kollegorna i senaten hedra en annan veteranpolitiker, Milton Young, med uppdraget. Republikanen Slade Gorton besegrade Magnuson i senatsvalet 1980. De två sista åren i senaten var Magnuson den senator som suttit längst, Dean of the United States Senate.
Magnusons grav finns på begravningsplatsen Acacia Memorial Park i King County, Washington.